# Zajedništvo i oslobođenje
Zajedništvo i oslobođenje (tal. Comunione e Liberazione, često skraćeno CL), od 1980. službeno Bratstvo zajedništva i oslobođenja je međunarodni katolički pokret koji je 1954. osnovao vlč. Luigi Giussani kao Studentsku mladež (tal. Gioventù Studentesca), s ciljem predstavljanja kršćanstva na način koji je u skladu sa suvremenom kulturom, čineći ga izvorom novih vrijednosti za moderni svijet. Pokret je prisutan u devedeset zemalja na gotovo svim kontinentima.
Naziv „Zajedništvo i oslobođenje” prvi se put pojavio 1969. godine i sintetizira uvjerenje da je kršćanstvo, proživljeno u zajedništvu, temelj čovjekova autentičnog „oslobođenja”.